# Libice nad Doubravou
Libice nad Doubravou là một chợ huyện thuộc huyện Havlíčkův Brod, vùng Vysočina, Cộng hòa Séc.